# Campeonato Carioca de Futebol de 1985 - Segunda Divisão
O Campeonato Carioca da Segunda Divisão de 1985 foi uma edição da segunda divisão do campeonato estadual de futebol profissional do Rio de Janeiro. A competição foi organizada pela Federação de Futebol do Estado do Rio de Janeiro (FERJ).
Foram promovidos ao final do campeonato Campo Grande (campeão) e Mesquita (vice-campeão) para os lugares dos rebaixados Bonsucesso e Volta Redonda.

## Participantes
O Campeonato Estadual da Segunda Divisão foi disputado pelas seguintes agremiações:
- Associação Atlética Cabofriense, de Cabo Frio
- Campo Grande Atlético Clube, do Rio de Janeiro
- Friburguense Atlético Clube, de Nova Friburgo
- Madureira Esporte Clube, do Rio de Janeiro
- Mesquita Futebol Clube, de Nova Iguaçu
- Nacional Foot-Ball Club, de Duque de Caxias
- Clube Esportivo Rio Branco, de Campos
- Royal Sport Club, de Barra do Piraí
- Rubro Atlético Clube, de Araruama
- São Cristovão de Futebol e Regatas, do Rio de Janeiro
- Serrano Futebol Clube, de Petrópolis
- Esporte Clube Siderantim, de Barra Mansa